# Amorphophallus ankarana
Amorphophallus ankarana — клубневое травянистое растение, вид рода Аморфофаллус (Amorphophallus) семейства Ароидные (Araceae).

## Ботаническое описание
Клубень дискообразный, 10—15 см в диаметре, 5—7 см высотой, весит около 1 кг, бледно-рыжевато-коричневый, развивает в сезон по нескольку шаровидных деток, непосредственно из материнского клубня.

### Листья
Катафиллы в числе трёх, розовые или беловато-розовые, с овальными, сливающимися пятнами от тёмно-розовых до охристых, тонкие, 20—30 см длиной, 4—6 см шириной.
Черешок 15—80 см длиной и 2—5 см в диаметре, гладкий или очень мелкоребристый, мясистый, грязно-бледно-зеленоватый или бледно-коричневатый, с рассеянными маленькими, от красновато-коричневых до коричневых пятнами, у основания красновато-коричневый.
Листовая пластинка разворачивается после цветения, многораздельная, 30—100 см в диаметре, центральная Жилка узкокрылатая. Листочки кожистые, от овально-ланцетовидных до ланцетовидных, 4—22 см длиной, 1,5—7 см шириной, от заострённых до длинно-заострённых, сверху блекло-тёмно-зелёные, снизу ярко-зелёные.

### Соцветие и цветки
Соцветие развивается одновременно с листом или немного ранее его, вертикальное. Цветоножка 30—75 см длиной, 1—2,5 см в диаметре, окрашенная, как черешок.
Покрывало вертикальное, удлинённо-треугольное, 16—35 см длиной, 10—14 см шириной, острое на вершине, закруглённое в основании, по краям часто завёрнутое, трубка и пластинка не разделяются перетяжкой, пластинка немного или сильно искривлена в продольном направлении, края сильно волнистые, основание трубчатое, яйцевидное или цилиндрическое; снаружи блестящее, от тёмно- или светло-оливково-зелёного до оливково-коричневого, с рассеянными округлыми красновато-коричневыми пятнами и светло-коричневатыми жилками; внутри коричневато-фиолетовое у основания, выше белое со слабыми фиолетовыми разводами, бородавчатое, бородавки тянутся сверху вниз разветвляющимися цепочками; пластинка снаружи оливково-коричневая или бледно-оливково-коричневая, с рассеянными округлыми красновато-коричневыми пятнами и бледно-коричневыми жилками, внутри белая, иногда со слабыми фиолетовыми разводами в центре или вся фиолетовая.
Початок сидячий, длиннее покрывала, 28—40 см длиной. Женская зона слегка обратноконическая, 1—2,5 см длиной, 1,1—1,8 см в диаметре у основания, цветки скученные или слегка расставленные. Мужская зона цилиндрическая, 2,5—4 см длиной, 1—1,6 см в диаметре, цветки слегка расставленные, в различимых спиралях, сверху более расставленные и постепенно переходящие в зону с нерегулярно расположенными стаминодиями. Придаток (включая область стаминодиев) 25—35 см длиной, 0,9—1,8 см в диаметре, удлинённо-конический, постепенно сужается к острой или полуострой вершине, коричневый или фиолетово-коричневый, с заметным восковым слоем, испускаяет удушающий пряный аромат или запах, напоминающий какао, источает капельки прозрачной жидкости, область в основании содержит искажённые мужские цветки и все переходные формы вплоть до женских стаминодиев, последние сверху вливаются в широкие рёбра с глубокими трещинами между ними, ещё выше эти рёбра сливаются и формируют внешние стенки придатка.
Завязь от яйцевидно-пирамидальной до шаровидной, 2—2,5 мм в диаметре, около 2,5 мм высотой, ярко-бледно-зелёная, на верхушке иногда фиолетовая, одногнёздная; столбик отсутствующий или почти отсутствующий (около 0,3 мм длиной); рыльце слегка сжато-овальное или треугольное в поперечном сечении, мелко двух- или трёхлопастное, 0,5—1,2 мм в диаметре, 0,5—1 мм высотой, лопасти тупые, жёлтые, густо покрыты папиллярами.
Мужские цветки состоят из 2—4 тычинок. Тычинки около 2 мм длиной; нити отсутствуют, пыльник тупой, 1,5—2 мм длиной, 1,5—2 мм в диаметре, оранжевый, связник и основания пыльников красно-фиолетовые; поры верхушечные, удлинённые.

### Плоды
Соплодие с остатками покрывала, плодоносящая часть цилиндрическая, 12 см длиной, 2,5 см в диаметре. Ягоды красноватые, 0,7—0,9 см длиной, 0,5—0,7 см в диаметре. Семена яйцевидные, 0,5—0,7 см длиной, 0,4—0,5 см в диаметре.
Число хромосом: 2n=26.

## Распространение
Встречается на Мадагаскаре. Эндемик.
Растёт на известняковых скалах, в карстовых областях, называемых на Мадагаскаре «цинжи».